# Parti démocratique oromo
Ne doit pas être confondu avec Parti démocratique Amhara.
 (septembre 2020).
Le Parti démocratique Oromo (PDO), dénommé jusqu'en 2018 l'Organisation démocratique des peuples Oromo (ODPO), en amharique: የኦሮሞ ህዝቦች ዴሞክራሲያዊ ድርጅት, Ye Oromo Hizboch Démokrasiyawi Deredjet (ኦህዴድ), était un parti politique éthiopien à base ethnique. Les Oromos  constituent l'ethnie majoritaire de l'Ethiopie représentant, selon le recensement de 2007, environ 34,5 % de la population éthiopienne.
Depuis 2018, le chef de l'Etat est Abiy Ahmed. Élu à la tête de l'Organisation démocratique des peuples Oromo le 22 février 2018, puis à la tête de la coalition au pouvoir, le Front démocratique révolutionnaire du peuple éthiopien (FDRPE), le 27 mars de la même année, il succède à Haile Mariam Dessalegn, démissionnaire, au poste de Premier ministre le 2 avril 2018. Le FDRPE était composé de l'ODPO, du Mouvement national démocratique amhara (MNDA), du Mouvement démocratique des peuples du sud de l'Éthiopie (MDPSE) et du Front de libération des peuples du Tigré (FLPT). En 2019 Abiy Ahmed fonde le Parti de la prospérité, successeur du FDRPE et de la majorité des partis le composant. Le parti de la prospérité se réclame du social-libéralisme. Sa création vise notamment à répondre à l'objectif affiché d'Abiy Ahmed de mettre fin à la conception ethno-centrée des précédentes formations politiques du pays.
Aux élections législatives du 15 mai 2005, le parti était membre de cette coalition ayant remporté 327 sièges sur 527. Lors des élections régionales d'août 2005, le parti remporta 387 sur 537 dans la région Oromia.
Lors de la lutte contre le régime de Mengistu, le FDRPE était allié avec le Front de Libération Oromo. Peu à peu, les relations deviennent plus difficiles et le FDRPE décide de créer l'ODPO à la fin de l'année 1989. Initialement, l'OPDO était une organisation sans grande importance mais à partir de 1991, lorsque le FDRPE occupait le Choa et le Wollo (régions à majorité Oromo), les transfuges du Derg et de nouveaux soutiens commencent à rejoindre le parti.
Le quatrième congrès de l'OPDO s'est tenu le 23 février 2006 à Adama.
Le 7 octobre 2013, Mulatu Teshome, alors ambassadeur d'Ethiopie en Turquie, a été élu  président de la république démocratique fédérale d’Éthiopie par la Chambre des Représentants des Peuples et le Conseil de la Fédération, réunis en assemblée. Il était alors leader du PDO. Il a exercé cette fonction, au rôle principalement symbolique, jusqu'au 25 octobre 2018. Un précédent président de la république provenait aussi de ce parti politique, il s'agit de Negasso Gidada entre le 22 août 1995 et le 8 octobre 2001.